# Dylan Gandy
Dylan Colter Gandy (Harlingen, 8 marzo 1982) è un ex giocatore di football americano statunitense che ha militato come guardia nella National Football League. Fu scelto al quarto giro (129º assoluto) del Draft NFL 2005 dagli Indianapolis Colts. Al college giocò a football alla Texas Tech University.

## Carriera professionistica

### Indianapolis Colts
Gandy fu scelto al quarto giro del Draft 2005 dagli Indianapolis Colts. Firmò un contratto triennale del valore di 1,313 milioni di dollari di cui 298.900 di bonus alla firma. Chiuse giocando 16 partite di cui 2 da titolare. Nel 2006 giocò 16 partite di cui 11 da titolare, vincendo il Super Bowl XLI. Nel 2007 giocò 10 partite di cui una da titolare.

### Denver Broncos
Il 6 aprile 2008 firmò un contratto annuale del valore di 480.000 dollari con i Broncos. Ma non scese mai in campo prima di esser svincolato in novembre.

### Oakland Raiders
Il 26 novembre 2008 firmò con i Raiders ma il 4 dicembre venne svincolato.

### Detroit Lions
Il 6 aprile 2009 firmò un contratto annuale del valore di 620.000 dollari con i Lions. Giocò 15 partite di cui 5 da titolare. Il 16 aprile 2010 firmò un altro anno per 1,176 milioni di dollari, chiuse con 16 partite giocate. Il 29 luglio 2011 firmò un contratto biennale del valore di 3,285 milioni. Giocò 16 partite recuperando un fumble. Nel 2012 terminò la stagione con 16 partite all'attivo. Il 15 marzo 2013 firmò un altro anno per 905.000 dollari.

## Palmarès
- Super Bowl : 1

Indianapolis Colts: Super Bowl XLI
- American Football Conference Championship: 1

Indianapolis Colts: 2006

## Statistiche
| Partite totali             | 105 |
| Partite totali da titolare | 19  |
| Tackle totali              | 1   |
| Fumble recuperati          | 1   |

Statistiche aggiornate al termine della stagione 2012